# Sun of a Beach - The Return of Alleinunterhalter vol. 5
Sun of a Beach – The Return of Alleinunterhalter vol. 5 er et album fra 2004 med Mambo Kurt . På dette album synger Kurts 80-år-gamle hammondorgellærer Heidi Schulz "Anarchy in the UK" og "Sympathy for the Devil".

## Spor
- 1. No one knows (Queens of the Stone Age)
- 2. Are you gonna go my way (Lenny Kravitz)
- 3. Polka-medley: Paloma blanca – Sun of jamaika – All that she wants
- 4. Thunderstruck (AC/DC)
- 5. Sunshine Reggae (Laid Back)
- 6. Rock your body (Justin Timberlake)
- 7. Anarchy in the UK (Sex Pistols)
- 8. The Number of the Beast (Iron Maiden)
- 9. Disco-Tiger
- 10. Enter Sandman (Metallica)
- 11. In da club (50 cent)
- 12. Hot in herre (Nelly)
- 13. Breit und weit
- 14. Through and through (Life of Agony)
- 15. In the shadows (The Rasmus)
- 16. Angel of death (Intro) (Slayer)
- 17. Sheena is a punk rocker (The Ramones)
- 18. Der dritte Mann (Anton Karas)
- 19. Sympathy for the devil (The Rolling Stones)